# Pingelly
Pingelly – miasto w Australii, w stanie Australia Zachodnia.